# Anis Selmouni
Anis Selmouni (né le 15 mars 1979) est un athlète marocain, spécialiste du demi-fond.
Il a remporté la médaille d'or sur 5 000 m aux Jeux méditerranéens 2009 à Pescara.

## Palmarès
| Date | Compétition                            | Lieu     | Résultat | Épreuve           | Marque         |
| ---- | -------------------------------------- | -------- | -------- | ----------------- | -------------- |
| 2007 | Championnats du monde de cross-country | Mombasa  | 2e       | Cross par équipes | 152 pts        |
| 2009 | Jeux méditerranéens                    | Pescara  | 1er      | 5 000 m           | 13 min 55 s 98 |
| 2009 | Jeux de la Francophonie                | Beyrouth | 2e       | 5 000 m           | 13 min 43 s 73 |
| 2009 | Jeux de la Francophonie                | Beyrouth | 2e       | 10 000 m          | 29 min 39 s 07 |

## Meilleures performances
- 1 500 mètres - 3:35.35 min (2003)
- Mile - 3:52.66 min (2003)
- 3 000 mètres - 7 min 47 s 68 min (2006)
- 5 000 m : 13 min 11 s 24 Rabat	14/06/2008